# Xanthichthys ringens
Il pesce balestra dei Sargassi (Xanthichthys ringens (Linnaeus, 1758)), conosciuto comunemente come un pesce d'acqua salata appartenente alla famiglia Balistidae.

## Distribuzione e habitat
Questa specie è diffusa nell'Atlantico occidentale, nell'area compresa tra le coste degli Stati Uniti d'America (Carolina del Nord), del Brasile e delle Bermuda, dove abitano le acque basse, fino a 30 metri di profondità. Gli esemplari giovani vivono nei Sargassi galleggianti.

## Descrizione
La forma del corpo è quella tipica dei pesci balestra, con corpo a profilo ovaloide, testa grossa, occhi grandi, piccolo peduncolo caudale. La bocca è munita di un becco coriaceo. Le pinne dorsale e anale sono opposte e simmetriche, le ventrali quasi atrofizzate, la pinna caudale è a delta, di piccole dimensioni. Sul dorso è presente la tipica pinna a grilletto che dà il nome comune a queste specie. La livrea è molto interessante: su un delicato bianco rosato di fondo scorrono file orizzontali di ocelli gialli orlati di bianco. Tra la bocca e le branchie due linee curve azzurre, gli occhi sono gialli e azzurri. La pinna dorsale e quella anale sono grigio azzurre trasparenti. La caudale ha un disegno bilobato bianco orlato di arancio vivo. 

Raggiunge una lunghezza massima di 25 cm.

## Etologia
Vive in piccoli gruppi o anche in solitaria.

## Riproduzione
Come per le altre specie della famiglia. La riproduzione avviene in acque più profonde.

## Alimentazione
X. ringens si nutre di piccoli crostacei, meduse, idrozoi, larve.

## Predatori
È predata comunemente da alcune specie di tonni (Thunnus albacares, Thunnus thynnus), Lutjanus jocu e da lampughe.

## Acquariofilia
Questa specie è ricercata e commercializzata per l'allevamento in acquario.